# District de Bratislava IV
 (août 2024).
Si vous disposez d'ouvrages ou d'articles de référence ou si vous connaissez des sites web de qualité traitant du thème abordé ici, merci de compléter l'article en donnant les références utiles à sa vérifiabilité et en les liant à la section « Notes et références ».
Le district de Bratislava IV est l'un des cinq districts de Bratislava,.

## Démographie

### Évolution de la population
| Année:               | 1994.  | 2004.   | 2014.   | 2024.    |
| -------------------- | ------ | ------- | ------- | -------- |
| Nombre de personnes: | 94 550 | 92 926  | 94 554  | 105 137  |
| Différence:          |        | -1,71 % | +1,75 % | +11,19 % |

| Année:               | 2023.   | 2024.   |
| -------------------- | ------- | ------- |
| Nombre de personnes: | 105 043 | 105 137 |
| Différence:          |         | +0,08 % |